# Kaiser Motors

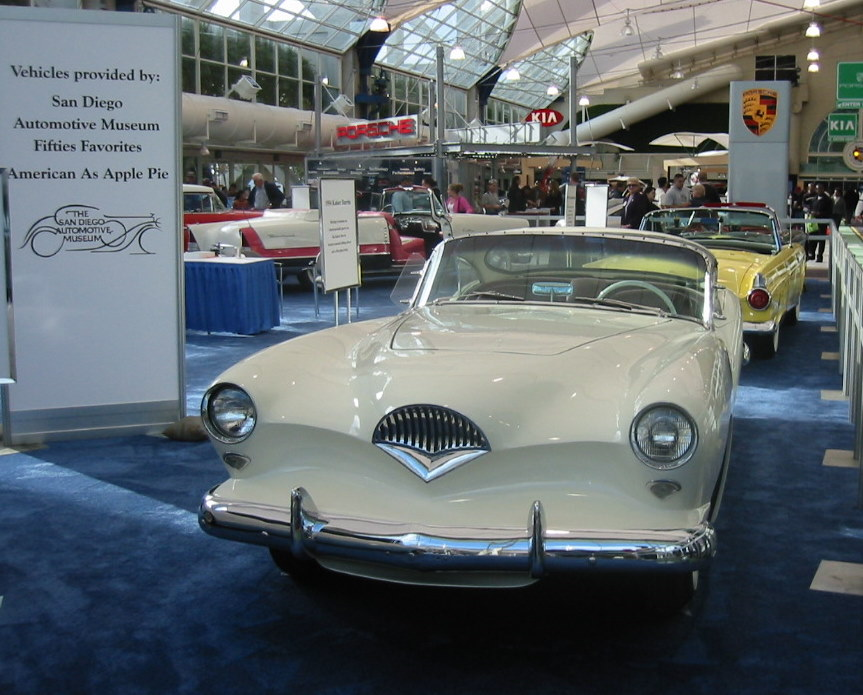
1954 Kaiser Darrin

A Kaiser Motors (originalmente fundada como Kaiser-Frazer Corporation) foi uma empresa automobilística americana.  Foi fundada por Henry J. Kaiser e Joseph W. Frazer em julho de 1945 na cidade de Willow-Run, em Michigan.  Com a saída de Frazer em 1953, adotou o nome Kaiser Motors.[carece de fontes?]
A empresa vendeu sua divisão automotiva para a American Motors em 1970.